# Papirus Oxyrhynchus 5128

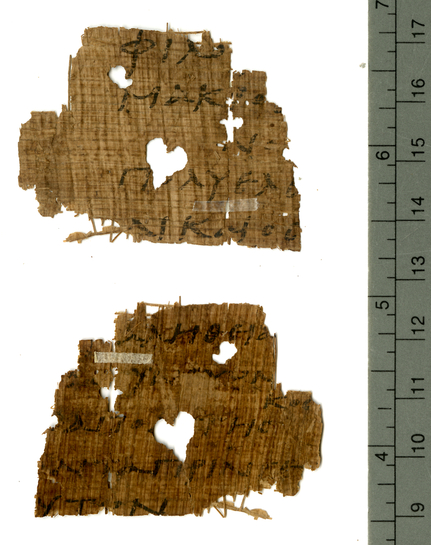
Papirus Oxyrhynchus 5128

Papirus Oxyrhynchus 5128 oznaczany jako P.Oxy.LXXVIII 5128 – fragment greckiego rękopisu zawierającego chrześcijańską prozę. Papirus ten został odkryty przez Bernarda Grenfella i Arthura Hunta w 1897 roku w Oksyrynchos. Rękopis powstał w III lub IV wieku n.e. Tekst został opublikowany przez Danielę Colomo w 2012 roku w The Oxyrhynchus Papyri, część LXXVIII (78).
Manuskrypt został napisany na papirusie, w formie kodeksu. Rozmiary zachowanego papirusu wynoszą 4 na 5 cm. Zawiera fragment prozy chrześcijańskiej cytującej Księgę Wyjścia 34:6,7 i opowiadanie o Zuzannie (Susanna 35a) w przekładzie Septuaginty. Rękopis przechowywany jest w Papyrology Rooms, Sackler Library w Oksfordzie.
Fragment został opublikowany po ostatniej edycji klasyfikacji Alfreda Rahlfsa. Dlatego też nie posiada numeru na liście rękopisów Septuaginty.